# Luo Xuejuan
Luo Xuejuan (chinesisch 罗雪娟, Pinyin Luó Xuějuān; * 26. Januar 1984 in Hangzhou, Zhejiang) ist eine chinesische Schwimmerin, Weltmeisterin und Olympiasiegerin. Ihre Spezialdisziplin ist das Brustschwimmen.

## Karriere
Luo Xuejuan erregte erstmals bei den Schwimmweltmeisterschaften 2001 in Fukuoka internationales Aufsehen, als sie über 50 und 100 Meter Brust Weltmeisterin wurde. Außerdem konnte sie sich jeweils eine Bronzemedaille über 200 Meter Brust und eine als Teil der chinesischen 4-mal-100-Meter-Lagenstaffel gewinnen. Im Dezember desselben Jahres fixierte sie in Shanghai einen neuen Weltrekord über 50 Meter Brust. Nur einen Monat später gelang es ihr in Paris nochmals um neun Hundertstelsekunden schneller zu schwimmen. Dieser Rekord hielt allerdings nur vier Tage, ehe die Schwedin Emma Igelström in Stockholm diesen Rekord um weitere fünf Hundertstelsekunden verbesserte.
2002, bei den Kurzbahnweltmeisterschaften in Moskau konnte sie über 50 Meter Brust gegen Igelström nicht gewinnen und wurde Vize-Weltmeisterin. Des Weiteren gewann sie eine Bronzemedaille über 100 Meter Brust und mit der 4-mal-100-Meter-Lagenstaffel.
Neben den drei Weltmeistertiteln bei den Schwimmweltmeisterschaften 2003 in Barcelona über 50 und 100 Meter Brust, sowie mit der 4-mal-100-Meter-Lagenstaffel, zählt der Olympiasieg bei den Olympischen Sommerspielen 2004 in Athen zu ihren Karrierehöhepunkten.
Nach Athen konnte sie keinen großen Titel mehr gewinnen. Ein Grund dafür ist auch die Verletzung des Sprunggelenks, welche eine bessere Platzierung als der vierte Rang über 100 Meter und der siebente Rang über 50 Meter Brust bei den Weltmeisterschaften 2005 in Montreal verhinderte.